# Cheirostylis merrillii
Cheirostylis merrillii är en orkidéart som först beskrevs av Oakes Ames och Eduardo Quisumbing y Argüelles, och fick sitt nu gällande namn av Paul Ormerod. Cheirostylis merrillii ingår i släktet Cheirostylis och familjen orkidéer. Inga underarter finns listade i Catalogue of Life.